# Třeboňští pištci
Třeboňští pištci je dětský hudební soubor zobcových fléten, který založili v Třeboni v roce 1974 učitelé a manželé Mgr. Milena Šimečková a Mgr. Václav Šimeček. Ti jej také dodnes vedou a vychovávají stále nové členy souboru. Třeboňští pištci hrají na všechny druhy zobcových fléten a doprovází je violoncello, kytara, zvonkohra, klavír a bicí nástroje. Základem repertoáru je česká a evropská renesanční a barokní hudba; hrají i jihočeské lidové písně, vánoční písně a koledy, latinskoamerický folklór, světové evergreeny.
Třeboňští pištci kromě pravidelných koncertů v divadle a ve Schwarzenberské hrobce často vystupují při různých reprezentačních příležitostech. Vystupovali mj. na Mezinárodním hudebním festivalu Český Krumlov, na plzeňské Portě, na festivalu Okolo Třeboně, na Adventním koncertě České televizi. V roce 2007 hráli na Velvyslanectví ČR ve Vídni a v Berlíně (prezentace Jižních Čech). V červnu 2009 byli Třeboňští pištci pozváni ředitelem festivalu Zlatá Praha do Prahy, kde vystoupili s flétnovým virtuózem Jiřím Stivínem v přímém přenosu České televize z Velkého sálu Paláce Žofín v Praze na slavnostním koncertu Zlatá Praha 2009. Nejvýznamnějším koncertem bylo vystoupení Třeboňských pištců v říjnu 2011 ve Vatikáně u příležitosti Roku růže a prezentace města Třeboně na veřejné audienci u papeže Benedikta XVI.

## Diskografie
Třeboňští pištci vydali 5 CD a 1 DVD:
- Kdo chce býti veselý (1983)
- Hej hou (1994)
- Aj, růže rozvila se (1999)
- Třeboňští pištci CD 30 LIVE (2004)
- Schwarzenberská hrobka LIVE 2006 - 2007 (2010)
- Třeboňští pištci Pocta Růži LIVE 2011 DVD (2012)

## Ocenění
- Dne 14. prosince 2013 byla udělena manželům Šimečkovým za celoživotní dílo v oblasti kultury a k 40. výročí založení a společného vedení hudebního souboru Třeboňští pištci Cena města Třeboně.